# إبيلا
بلدية إبيلا (بالإسبانية: Épila) هي بلدية تقع في مقاطعة سرقسطة التابعة لمنطقة أراغون شمال شرق إسبانيا.

## الديموغرافيا
بلغ عدد سكان بلدية إبيلا 4.720 نسمة عام 2011 (وفقاً للمعهد الوطني الإسباني للإحصاء).
| 3.957 | 3.943 | 4.048 | 4.164 | 4.251 | 4.691 | 4.720 |

## معرض صور

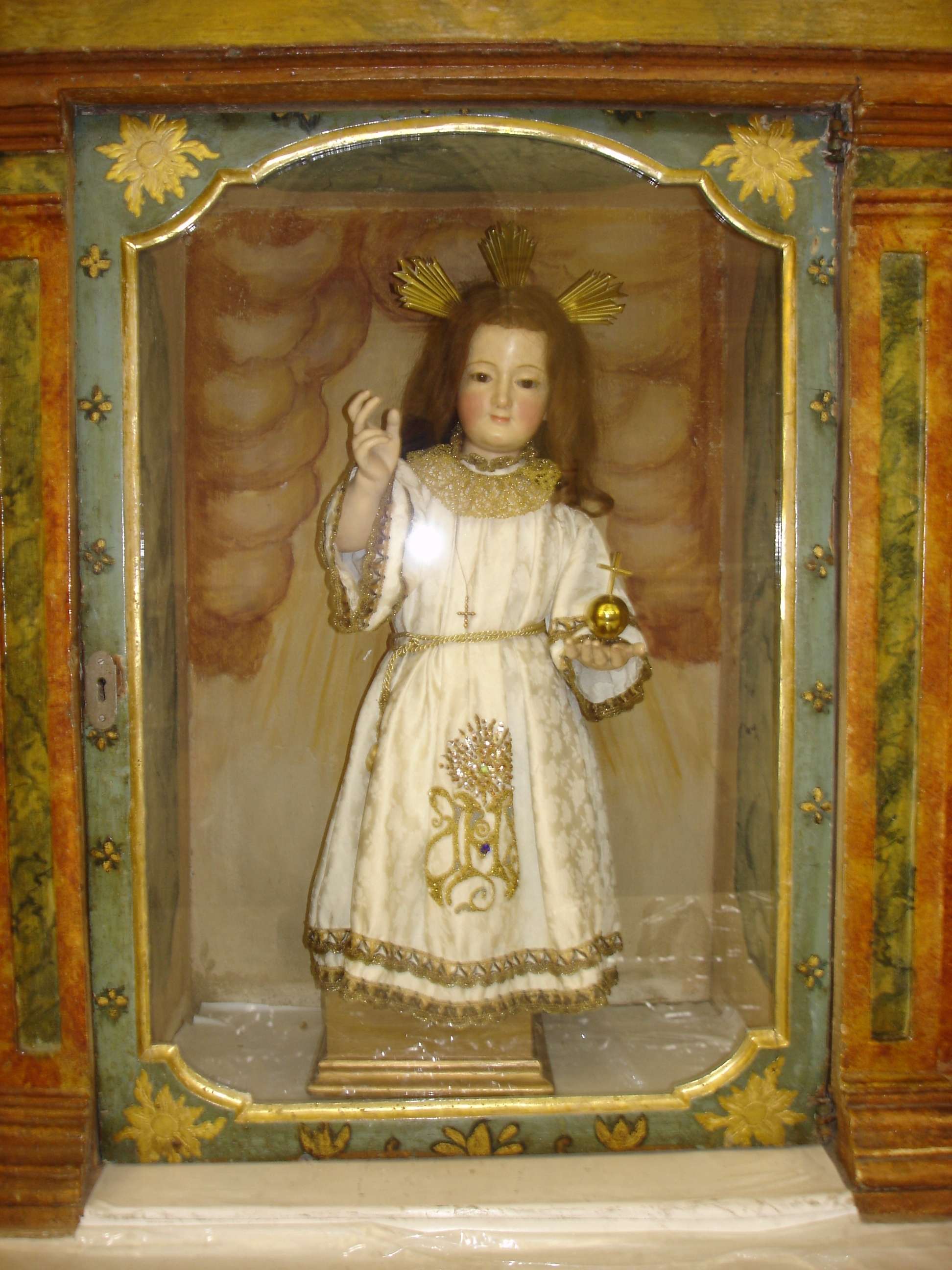
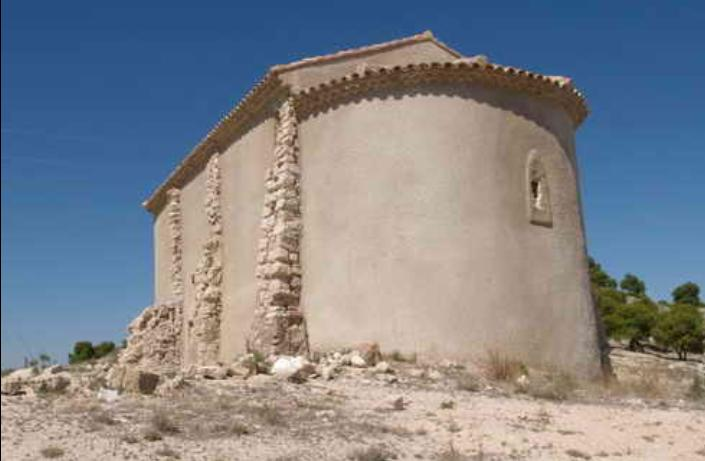
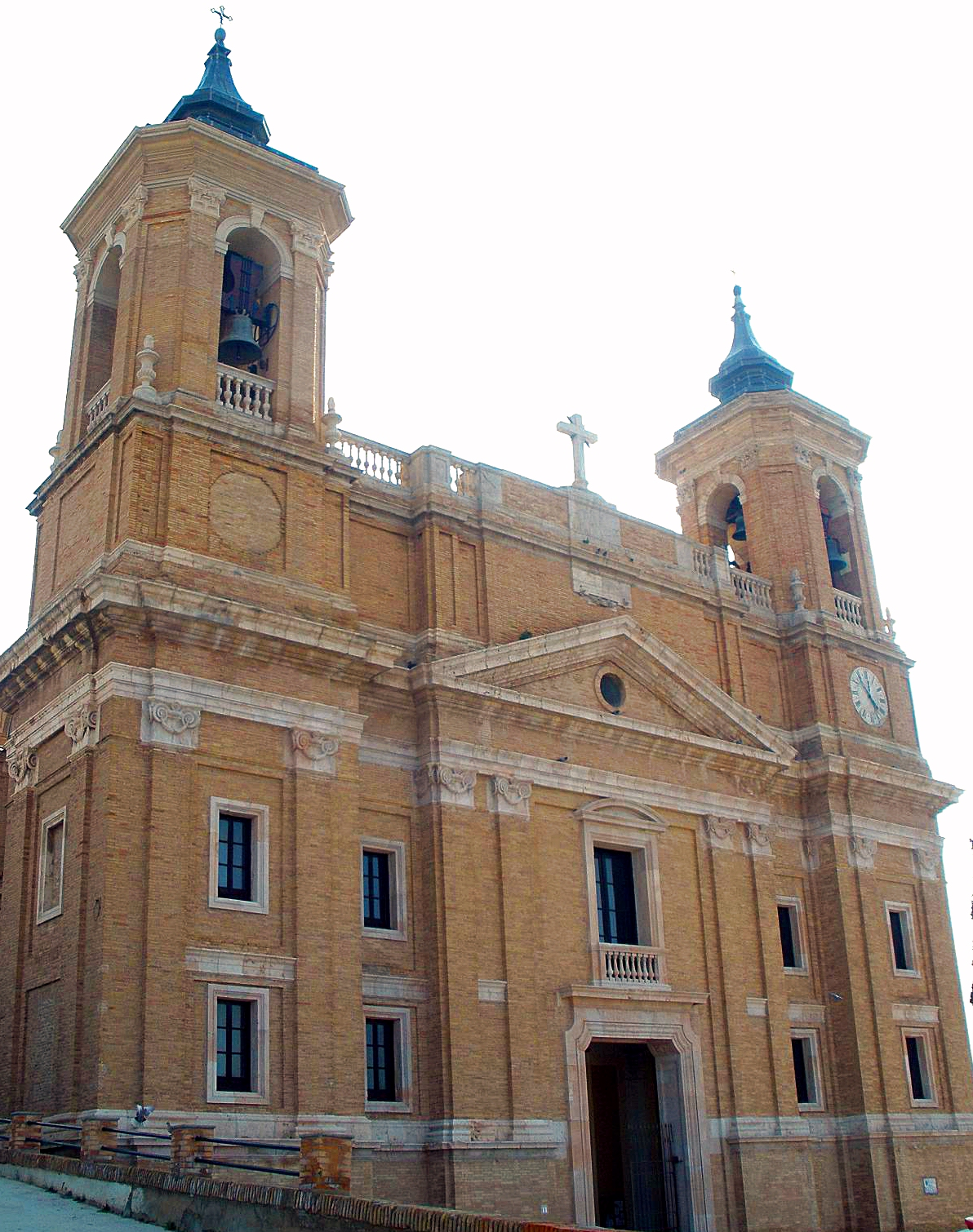

## أعلام
- خوان الأول ملك قشتالة